# Gadila singaporensis
Gadila singaporensis är en blötdjursart som beskrevs av Sharp och Henry Augustus Pilsbry 1898. Gadila singaporensis ingår i släktet Gadila och familjen Gadilidae. Inga underarter finns listade i Catalogue of Life.